# Ланкастер, Кэмерон
Кэ́мерон Пол Ланка́стер (англ. Cameron Paul Lancaster; 5 ноября 1992, Камден, Лондон) — английский футболист, нападающий клуба «Лексингтон».

## Биография
Кэмерон родился в Лондоне, в районе Камден. Обучался в East Barnet School.
Ланкастер присоединился к академии «Тоттенхэм Хотспур» в 2009 году. В марте 2011 года был отдан в краткосрочную месячную аренду футбольному клубу «Дагенем энд Редбридж». Позднее аренда была продлена до конца сезона. По возвращении из аренды «Тоттенхэм» подписал с Ланкастером полноценный профессиональный контракт. 31 января 2012 года состоялся дебют Кэмерона в основном составе «лилово-белых». Это произошло в матче с «Уиган Атлетик». Футболист появился на поле на 78-й минуте игры, заменив Эммануэля Адебайора. Летом 2012 года контракт игрока с клубом был продлён ещё на два года. Летом 2014 года с истечением контракта Ланкастер покинул «Тоттенхэм».
В августе 2014 года оставшегося без команды игрока взял к себе клуб «Стивенидж». Дебют Ланкастера за «Боро» состоялся 30 числа того же месяца в матче против АФК «Уимблдон», в котором он также впервые забил.
В декабре 2014 года Ланкастер присоединился к клубу «Сент-Олбанс Сити». Дебютировал за «святых» в матче против «Бат Сити» 5 декабря. В январе 2015 года Ланкастер ушёл из «Сент-Олбанс Сити», чтобы продолжить карьеру в США.
В марте 2015 года Ланкастер заключил соглашение с клубом United Soccer League «Луисвилл Сити» после прохождения просмотра. Сезон 2015 года пропустил почти полностью из-за разрыва передней крестообразной связки правого колена. Внёс решающий вклад в чемпионство «Луисвилла» в сезоне 2017, став автором единственного гола в матче за Кубок USL против «Своуп Парк Рейнджерс». В сезоне 2018 вновь стал чемпионом лиги (хотя в матче за Кубок USL, в котором «Луисвилл Сити» взял верх над «Финикс Райзинг» со счётом 1:0, не участвовал из-за травмы), стал лучшим бомбардиром чемпионата — забив 25 мячей, установил новый рекорд лиги по результативности за сезон, был включён в первую символическую сборную USL, трижды признавался игроком месяца в USL — в апреле, августе и октябре.
20 декабря 2018 года клуб MLS в Нэшвилле, вступающий в MLS в 2020 году, объявил о подписании Ланкастера и об его отправке в аренду на сезон 2019 в клуб Чемпионшипа ЮСЛ «Нэшвилл». Дебют за «Нэшвилл» во втором дивизионе в матче стартового тура сезона 2019 против «Лаудон Юнайтед» 9 марта, завершившемся выигрышем со счётом 2:0, Ланкастер отметил голом. 6 февраля 2020 года Ланкастер вернулся в «Луисвилл Сити», отправившись в аренду на один сезон. По итогам сезона Чемпионшипа ЮСЛ 2020, в котором забил десять мячей и отдал две результативные передачи, он во второй раз был включён в первую символическую сборную лиги. По окончании сезона MLS 2020 контракт Ланкастера с «Нэшвиллом» истёк.
19 ноября 2020 года Ланкастер подписал с «Луисвилл Сити» многолетний контракт с сезона 2021. По итогам сезона 2021, в котором забил 20 мячей, был включён во вторую символическую сборную Чемпионшипа ЮСЛ. По окончании сезона 2023 Ланкастер покинул «Луисвилл Сити».
22 января 2024 года Ланкастер подписал контракт с клубом Лиги один ЮСЛ «Лексингтон». Дебютировал за «Лексингтон» 9 марта в матче стартового тура сезона 2024 против «Нортерн Колорадо Хейлсторм». 29 марта в матче против «Гринвилл Трайамф» забил свой первый гол за «Лексингтон».

## Статистика выступлений
| Клуб                     | Сезон            | Лига  | Лига | Кубки | Кубки | Континент. | Континент. | Прочие | Прочие | Всего | Всего |
| Клуб                     | Сезон            | Матчи | Голы | Матчи | Голы  | Матчи      | Голы       | Матчи  | Голы   | Матчи | Голы  |
| ------------------------ | ---------------- | ----- | ---- | ----- | ----- | ---------- | ---------- | ------ | ------ | ----- | ----- |
| Тоттенхэм Хотспур        | 2010/11          | —     | —    | —     | —     | —          | —          | —      | —      | 0     | 0     |
| Дагенем энд Редбридж (А) | 2010/11          | 4     | 0    | —     | —     | —          | —          | —      | —      | 4     | 0     |
| Тоттенхэм Хотспур        | 2011/12          | 1     | 0    | —     | —     | 0          | 0          | —      | —      | 1     | 0     |
| Тоттенхэм Хотспур        | 2012/13          | —     | —    | —     | —     | —          | —          | —      | —      | 0     | 0     |
| Тоттенхэм Хотспур        | 2013/14          | —     | —    | —     | —     | —          | —          | —      | —      | 0     | 0     |
| Стивенидж                | 2014/15          | 5     | 1    | 1     | 0     | —          | —          | —      | —      | 6     | 1     |
| Сент-Олбанс Сити         | 2014/15          | 6     | 1    | —     | —     | —          | —          | —      | —      | 6     | 1     |
| Луисвилл Сити            | 2015             | 1     | 0    | —     | —     | —          | —          | —      | —      | 1     | 0     |
| Луисвилл Сити            | 2016             | 26    | 4    | 1     | 0     | —          | —          | 3      | 0      | 30    | 4     |
| Луисвилл Сити            | 2017             | 22    | 7    | 1     | 2     | —          | —          | 2      | 1      | 25    | 10    |
| Луисвилл Сити            | 2018             | 30    | 25   | 4     | 2     | —          | —          | 3      | 1      | 37    | 28    |
| Нэшвилл (А)              | 2019             | 18    | 5    | 1     | 1     | —          | —          | 0      | 0      | 19    | 6     |
| Луисвилл Сити (А)        | 2020             | 16    | 10   | —     | —     | —          | —          | 3      | 2      | 19    | 12    |
| Луисвилл Сити            | 2021             | 25    | 20   | —     | —     | —          | —          | 3      | 1      | 28    | 21    |
| Луисвилл Сити            | 2022             | 6     | 3    | 1     | 0     | —          | —          | 2      | 1      | 9     | 4     |
| Луисвилл Сити            | 2023             | 22    | 6    | 1     | 0     | —          | —          | 3      | 3      | 26    | 9     |
| Лексингтон               | 2024             | 6     | 1    | 3     | 2     | —          | —          | —      | —      | 9     | 3     |
| Всего за карьеру         | Всего за карьеру | 188   | 83   | 13    | 7     | 0          | 0          | 19     | 9      | 220   | 99    |

1. ↑  Включает Кубок Англии, Кубок Лиги, Трофей Лиги, Кубок США и Кубок ЮСЛ.
2. ↑  Включает Лигу Европы и Лигу чемпионов УЕФА.
3. ↑  Включает плей-офф Чемпионшипа ЮСЛ.

## Достижения
Командные
 «Луисвилл Сити»
- Чемпион USL: 2017, 2018

Личные
- Лучший бомбардир USL: 2018 (25 мячей)
- Член первой символической сборной USLC: 2018, 2020
- Член второй символической сборной USLC: 2021
- Игрок месяца в USL: апрель 2018, август 2018, октябрь 2018